# 罗田水库
罗田水库是中国广西壮族自治区玉林市福绵区樟木镇境内的一座水库，位于南流江支流罗田河上，建于1960年。水库正常库容为2677万立方米，集雨面积为52平方千米，海拔为184.4米。